# レイノルド・シルキー
もしかして
- レノルド・シルキー

ではありませんか？